# Tetragoneura simplicistila
Tetragoneura simplicistila är en tvåvingeart som beskrevs av Freeman 1951. Tetragoneura simplicistila ingår i släktet Tetragoneura och familjen svampmyggor. Inga underarter finns listade i Catalogue of Life.